# Ianeira amphrysius
Ianeira amphrysius är en insektsart som beskrevs av Rauno E. Linnavuori 1978. Ianeira amphrysius ingår i släktet Ianeira och familjen dvärgstritar. Inga underarter finns listade i Catalogue of Life.